# Mechreňga
Mechreňga, Megrenka (rusky Мехреньга nebo Мегренка) je řeka v Archangelské oblasti v Rusku. Je dlouhá 231 km. Povodí řeky je 5080 km².

## Průběh toku
Na horním toku protéká přes řadu jezer. Její tok je členitý. Ústí zprava do Jomce (povodí Severní Dviny).

## Vodní režim
Zdrojem vody jsou převážně sněhové srážky. Průměrný roční průtok vody ve vzdálenosti 32 km od ústí činí přibližně 33 m³/s. Zamrzá v listopadu a rozmrzá v dubnu až na začátku května.

## Využití
Voda v řece je mineralizovaná. V povodí řeky je rozvinutý kras.